# Sonnberger (Adelsgeschlecht)
Die Sonnberger waren österreichische Ministerialadelige, die von 1066 an im Raum Hollabrunn im heutigen Niederösterreich sesshaft wurden.
Ihr Wirkungsbereich in politischer, sozialer und wirtschaftlicher Hinsicht erstreckte sich auf das Gebiet zwischen den
Flüssen Kamp, Donau, Thaya und March und somit auf das heutige Weinviertel und Teile des Waldviertels.

## Geschichte

### Zeit der Babenberger
Als erster bekannter Sonnberger kann Liutwin de Sunnberg angesehen werden, der Lehensträger der Markgrafen von Cham-Vohburg war. Er wurde in einem Dokument erwähnt, mit dem ihm König Heinrich IV. im Jahre 1066 ein Fiskalgut in loco Thern mit einer Fläche von zwei Mansen überließ. Diese Königsschenkung bestand in bebautem Land oder Land mit einer zumindest in Ansätzen vorhandenen Infrastruktur und war seit den Ottonen an den Grundsatz gebunden, dass damit nur servientes regis (deutsch Diener des Königs) oder die Kirche berücksichtigt werden sollten.
Einfach zu beherrschende Furten und günstige Bodenverhältnisse, die ertragreichen Acker- und Weinbau ermöglichten, führten zum Bau der Burg Sunnenberg, die den Weg ins Schmidatal und im Osten das Tal nach Ernstbrunn beherrschte. Im 11. und 12. Jahrhundert wurde Hollabrunn und die Umgebung entlang des Göllersbaches von den Markgrafen von Cham-Vohburg verwaltet, deren Dienstmannen und Besitznachfolger die Herren von Sonnberg wurden. Die Sonnberger gelangten so durch Erbe, Lehen und Kauf rasch zu umfangreichem Grundbesitz in der Umgebung. So ist etwa in einer göllersdorfer Urkunde aus dem Jahre 1269 der Kauf von Gütern in Oberhollabrunn verbrieft, die Hadmar von Sonnberg und seine Gemahlin Katerina von Otto von Russbach erworben haben.
Zu den Nachkommen von Liutwin zählen auch Seitenlinien der Sonnberger, die in und um Hainburg an der Donau im Mündungsgebiet der March in die Donau sesshaft waren. Die Sonnberger waren mit anderen Ministerialengeschlechtern verwandtschaftlich verbunden. So war etwa Hadmar II. von Kuenring mit Gisela von Sonnberg verheiratet, was für die soziale Stellung der Sonnberger von Vorteil war. Der Name Hadmar scheint auch in der Genealogie der Sonnberger mehrfach auf, was als Reverenz gegenüber der prominenten Verwandtschaft gesehen werden kann.
Spätestens ab der Mitte des 12. Jahrhunderts waren die Sonnberger, wie auch die Kuenringer, Gefolgsleute der Babenberger. Ob die Sonnberger, deren Umfeld im Kampfgebiet lag, an der Schlacht bei Mailberg am 12. Mai 1082 auf Seiten der Babenberger teilgenommen haben, ist nicht überliefert, sie waren von den folgenden Verwüstungen und der folgenden Hungersnot zumindest indirekt betroffen.
Nach 1144 beteiligten sich die Sonnberger an der Gründung von Stift Altenburg und erhielten damit das Recht, innerhalb der Klostermauern beerdigt zu werden. Die letzten Sonnberger fanden damit ihre Grablege im 14. Jahrhundert in der Stiftskirche von Altenburg.
Spätestens mit Beginn der Regierungszeit von Friedrich dem Streitbaren im Jahre 1230 kam es zu Meinungsverschiedenheiten zwischen den Ministerialen und den Babenbergern, an deren Austragung die Kuenringer und die Sonnberger beteiligt waren. In einem Dokument vom 30. November 1230 über einen Einspruch der Ministerialen Livtoldus und Chunradus von Altenburg über den Grenzverlauf einer Stiftung des Klosters Altenburg scheint der Name Hadmar I. von Sonnberg neben jenen von Heinrich III. und Hadmar III. von Kuenring auf. An den folgenden Kampfhandlungen in den ersten Monaten des Jahres 1231 waren die beiden Kuenringer und der Sonnberger als Verbündete beteiligt, wobei die Burg der Sonnberger zerstört wurde.
Der Aufstand war bereits im April 1231 wieder beendet und ging mit Wiedergutmachungen einher. Die Sonnberger errichteten am Ufer des Göllersbaches eine Wasserburg und bauten in den folgenden Jahren eine große Grundherrschaft mit Gütern in der Umgebung und Besitzungen in Asparn an der Zaya und Schauenstein am Kamp auf. Mehrere Urkunden belegen, dass Hadmar I. von Sonnberg bereits im Jahre 1234 wieder im Gefolge des Herzogs zu finden war. Im Jahre 1236 kam es neuerlich zur Bildung oppositioneller Gruppen unter den Ministerialen in den Ländern der Babenberger, an welchen neuerlich die Sonnberger an der Seite der Kuenringer an maßgeblicher Stelle beteiligt waren. Dieser Frontwechsel hatte – anders als 1231 – für Hadmar von Sonnberg keine negativen Folgen. Er verstarb im Jahre 1241. Sein Nachfolger war sein vermutlicher Sohn Hadmar II., der erstmals am 5. Juli 1248 urkundlich erwähnt wurde.

### Interregnum und Herzogtum unter Ottokar II. Přemysl
Mit dem Tod von Friedrich dem Streitbaren in der Schlacht an der Leitha am 15. Juni 1246 endete die Herrschaft der Babenberger, und es folgte das bis 1251 dauernde österreichische Interregnum, während dessen die Grundherren zu einer bedeutenden politischen Macht gelangten. So ist um 1248 Hadmar von Sonnberg im Umfeld des von Kaiser Friedrich II. eingesetzten Reichsverwesers für Österreich und die Steiermark anzutreffen, während Albero von Kuenring aus eigener Machtvollkommenheit landesfürstliche Klostervogteien übernommen hatte.
Während der folgenden Regentschaft von Ottokar II. Přemysl als Herzog von Österreich ging ein Teil des politischen Einflusses der Adeligen verloren, weil Ottokar eigene Vertrauensleute mit den Schlüsselstellen betraute. Elisabeth, die Schwester Hadmars II. von Sonnberg, war mit dem Landrichter Otto von Maissau verheiratet, den Ottokar inhaftieren ließ. Dieser Umstand lässt darauf schließen, dass zu den Maissauern ähnlich enge Bindungen bestanden wie zu den Kuenringern und dass Hadmar II. von Sonnberg einer oppositionellen Gruppe zuzurechnen war.

### Zeit der Habsburger
Mit der Wahl von Rudolf von Habsburg zum römisch-deutschen König am 1. Oktober 1273 gegen den Willen von Ottokar ließen die schwelenden Konflikte zwischen Adel und Herrscherhaus, die sich in der zweiten Hälfte der sechziger Jahre des 13. Jahrhunderts verstärkt hatten, deutlich nach.
Hadmar II. von Sonnberg war in den achtziger Jahren königlicher Ratgeber und scheint mehrfach als Zeuge für verschiedene Maßnahmen des Königs und seines Sohnes Albrecht I. auf. Die Bedeutung des Hauses Sonnberg an der Wende vom 13. zum 14. Jahrhundert wird durch die Teilnahme Hadmars II. mit 70 Gewappneten an der Güssinger Fehde 1289/90 deutlich. 1297 wurde Hadmar II. letztmals urkundlich erwähnt.
Für den Grundherrn war es im 14. Jahrhundert vorteilhaft, von den Bauern den Zehent nicht in Naturalien oder Arbeitsleistungen, sondern in Form von Barzahlungen zu verlangen. Dazu musste den Bauern den Produktverkauf ermöglicht werden worin der Grund zu finden sein dürfte, dass die Sonnberger im Laufe des 14. Jahrhunderts Hollabrunn zum Markt erklärt haben.
Durch Hadmar III. von Sonnberg gelangte die Festung Falkenstein mit Gericht, Maut, Gülten, Zehenten und allem übrigen Zubehör für kurze Zeit in den Besitz der Sonnberger, bis sie seine Tochter kurz nach seinem Tod wieder verkaufte.
Vivianz, der letzte Sonnberger, war in der zweiten Hälfte des 13. Jahrhunderts bestrebt, seine Hollabrunner Herrschaft zu erweitern und erwarb Grundstücke und Weingärten in der Umgebung. Er war sozial engagiert und bestimmte ein Haus bei der Hollabrunner Pfarrkirche für die Betreuung Bedürftiger. Im Jahre 1392 geriet er in finanzielle Schwierigkeiten und war gezwungen, einen Teil seines Besitzes zu verkaufen.
Ein Testament, worin Vivianz mit deutschen Büchern bedacht wurde, und eigene Werke, die sich mit der Zeit seines Vorfahren Hadmar III. von Hornsburg und Asparn befassen zeigen, dass er über entsprechende Bildung verfügte. Das Geschlecht der Sonnberger starb mit dem Tod von Vivianz am 26. April 1400 aus. Der letzte Sonnberger dürfte im Minoritenkloster Wien bestattet worden sein.

## Wappen
Blasonierung: In Blau eine goldene gebildete Sonne.